# فیض‌آباد (قائنات)
فیض آباد روستایی در دهستان نیمبلوک بخش نیمبلوک شهرستان قائنات استان خراسان جنوبی ایران است. بر پایه سرشماری عمومی نفوس و مسکن در سال ۱۳۹۰ جمعیت این روستا ۶۰ نفر (در ۲۱ خانوار) بوده‌است.